# Jacobo Arminio

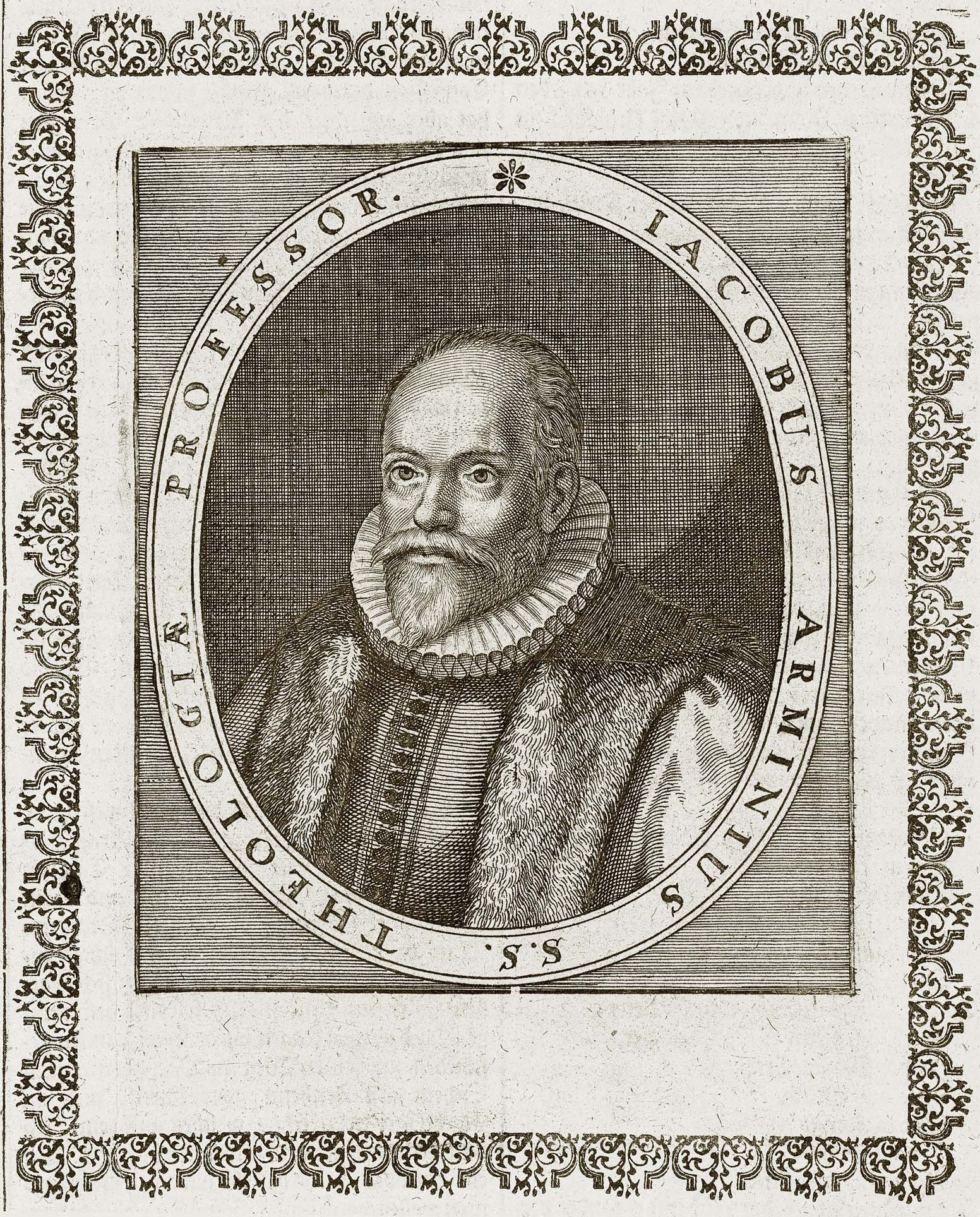
Grabado con retrato de Jacobus Arminius en la obra Theatrum Europaeum, obra de Matthäus Merian.

Jacobo Arminio o Jacobus Arminius (Oudewater, Utrecht, 10 de octubre de 1560-Leiden, 19 de octubre de 1609, versión latinizada de Jacob Harmenszoon) fue un teólogo protestante neerlandés, escritor y profesor de la Universidad de Leiden. 
Arminio permaneció en Leiden desde 1576 hasta 1582. Entre sus profesores estaban Lambertus Danaeus, Johannes Drusius, Guillaume Feuguereius y Johann Kolmann. Kolmann creía que el calvinismo presenta a Dios como un tirano y un verdugo. Bajo esta influencia, Arminio plantó la semilla de lo que sería la controversia con las tesis de los seguidores de Juan Calvino. Arminius llegó a estudiar, sin embargo, bajo la dirección de Teodoro de Beza en Ginebra en 1582. Fue ordenado en 1588 y nombrado pastor en Ámsterdam, adquiriendo muy buena reputación en el ejercicio de su ministerio. En 1590 se casó con Lijsbet Reael. En 1603 fue nombrado profesor de Teología en Leiden, donde murió el 19 de octubre de 1609.

## Comienzos
Arminius nació en Oudewater, provincia de Utrecht, el 10 de octubre de 1560. Su padre murió cuando era niño, quedando solo con su madre. El clérigo Theodorus Æmilius lo adoptó y asistió a una escuela en la ciudad de Utrecht. Su madre murió víctima de la insurrección ocurrida en Oudewater contra la administración española en 1575. Por entonces Arminius fue enviado a estudiar Teología en la Universidad de Leiden con el patrocinio de amigos. 

## Estudios teológicos y ministerio
Arminius estudió en Leiden de 1576 a 1582. Aunque se matriculó como estudiante de Artes Liberales, esto le permitió seguir también una educación en teología. Entre sus profesores de teología se encontraban el calvinista Lambertus Danaeus, el erudito hebreo Johannes Drusius, Guillaume Feuguereius (o Feugueires, fallecido en 1613) y Johann Kolmann. Kolmann es conocido ahora por enseñar que el excesivo énfasis en la soberanía de Dios en el calvinismo hacía de Dios "un tirano y un verdugo". Aunque la universidad de Leiden era sólidamente reformada, tenía influencias de puntos de vista luteranos, zwinglianos y anabaptistas, además del calvinismo. Un pastor de Leiden (Caspar Coolhaes) sostenía, contra Calvino, que las autoridades civiles sí tenían jurisdicción en algunos asuntos eclesiásticos, que estaba mal castigar y ejecutar a los herejes, y que luteranos, calvinistas y anabaptistas podían unirse en torno a principios básicos. El astrónomo y matemático Willebrord Snellius utilizó la filosofía ramista para animar a sus alumnos a buscar la verdad sin depender demasiado de Aristóteles. Bajo la influencia de estos hombres, Arminio estudió con éxito y es posible que se plantaran las semillas que comenzarían a desarrollarse en una teología que más tarde cuestionaría la teología reformada dominante de Juan Calvino. El éxito que mostró en sus estudios motivó al gremio de comerciantes de Ámsterdam a financiar los tres años siguientes de sus estudios.
En 1582, Arminio comenzó a estudiar con Teodoro de Beza en Ginebra. Estuvo bajo presión por utilizar métodos filosóficos Ramistas, que le eran familiares de su época en Leiden. A Arminio se le prohibió públicamente enseñar filosofía ramista. Tras esta difícil situación, se trasladó a Basilea para proseguir sus estudios.
Allí continuó distinguiéndose como un excelente estudiante. En 1583 Arminio estaba pensando en regresar a Ginebra cuando la facultad de teología de Basilea le ofreció espontáneamente el doctorado. Declinó el honor a causa de su juventud (tenía unos 24 años) y regresó a la escuela de Ginebra para terminar sus estudios en Ginebra bajo Beza.

### Recomendaciones de Beza y Grynaeus
Tras la conclusión de los estudios de Arminio y una petición para que fuera pastor en Ámsterdam, Beza respondió a los líderes de Ámsterdam con esta carta:
"...Que sepáis que desde el momento en que Arminio regresó a nosotros desde Basilea, su vida y su aprendizaje nos han parecido tan satisfactorios, que esperamos lo mejor de él en todos los aspectos, si persiste en el mismo curso, lo cual, por la bendición de Dios, no dudamos que hará; porque, entre otras dotes, Dios le ha dado un intelecto bien adaptado tanto a la aprehensión como a la discriminación de las cosas. Si en lo sucesivo es regulado por la piedad, que parece cultivar asiduamente, no puede sino suceder que este poder del intelecto, cuando se consolide por la edad madura y la experiencia, produzca los frutos más ricos. Tal es nuestra opinión de Arminio - un joven, sin duda, por lo que podemos juzgar, muy digno de su amabilidad y liberalidad" (Carta de 3 de junio de 1585 de Beza a Amsterdam).
De esta carta parece deducirse que la tensión anterior derivada de la atracción de Arminio por la filosofía ramista se había disipado y que Arminio era conocido incluso por Beza como un excelente aunque incipiente teólogo. Tres meses más tarde, John Grynaeus de la Universidad de Basilea envió esta carta de elogio:
"A los piadosos lectores, un saludo: En la medida en que un testimonio fiel de aprendizaje y piedad no debe negarse a ningún hombre culto y piadoso, tampoco a Jacobo Arminio, un nativo de Amsterdam [sic], ya que su comportamiento mientras asistía a la Universidad de Basilea se caracterizó por la piedad, la moderación y la asiduidad en el estudio; y muy a menudo, en el curso de nuestras discusiones teológicas, hizo su don de un espíritu perspicaz tan manifiesto para todos nosotros, como para obtener de nosotros felicitaciones bien merecidas. Más recientemente, también, en ciertos sermones extraordinarios pronunciados con el consentimiento, y por orden, de la Facultad de Teología, en los que expuso públicamente algunos capítulos de la Epístola a los Romanos, nos dio el mejor motivo para esperar que estaba destinado en el futuro ―si, de hecho, sigue despertando el don de Dios que hay en él― a emprender y sostener la función de la enseñanza, a la que puede ser legítimamente apartado, con mucho fruto para la Iglesia. En consecuencia, lo recomiendo a todos los hombres de bien y, en particular, a la Iglesia de Dios en la famosa ciudad de Amsterdam; y ruego respetuosamente que se tenga en cuenta a ese joven erudito y piadoso, para que nunca se vea en la necesidad de interrumpir los estudios teológicos que hasta ahora han sido tan felizmente proseguidos. Hasta la vista. John James Grynaeus, Profesor de Literatura Sagrada y Decano de la Facultad de Teología. - Escrito de mi puño y letra. Basilea, 3 de septiembre de 1583."

### Inicio del ministerio público
Arminius respondió a la llamada para ser pastor en Ámsterdam en 1587, dando sermones los domingos y entre semana. Después de ser probado por los líderes de la iglesia, fue ordenado en 1588. Ganó reputación como buen predicador y pastor fiel.
Una de las primeras tareas de Arminio le fue encomendada por el Tribunal Eclesiástico de Ámsterdam; a saber, refutar las enseñanzas de Dirck Volckertszoon Coornhert, que rechazaba la doctrina supralapsariana de Beza sobre el decreto absoluto e incondicional de Dios de crear a los hombres para salvar a unos y condenar a otros, sin basarse en nada en sí mismos. La discusión ya había comenzado con dos pastores de Delft que habían escrito "Una respuesta a ciertos argumentos de Beza y Calvino, a partir de un tratado sobre la predestinación tal como se enseña en el noveno capítulo de Romanos", un documento que contradecía tanto a Beza como a Coornhert. Proponían que aunque el decreto de Dios de salvar sólo a algunos era realmente absoluto e incondicional, había ocurrido después de la caída (proponiendo el infralapsarianismo en lugar del supralapsarianismo de Beza). A Arminio se le encargó refutar tanto la teología de Coornhert como la del infralapsarianismo. Aceptó de buen grado la tarea, pero después de un estudio más profundo se encontró en conflicto sobre el asunto. Decidió dedicar más tiempo al estudio antes de continuar su refutación.
En 1590 se casó con Lijsbet Reael, la hija de Laurens Jacobsz Reael, un prominente comerciante y poeta de Ámsterdam que también contribuyó a liderar la Reforma Protestante y más tarde ayudó a establecer la primera Iglesia Reformada en la zona. El matrimonio de Arminius con Reael le permitió acceder a sus prestigiosos contactos, e hizo muchos amigos en el ramo mercantil y la alta sociedad. Se le encargó organizar el sistema educativo de Ámsterdam, y se dice que lo hizo bien. Se distinguió enormemente por la fidelidad a sus deberes en 1602, durante una plaga que asoló Ámsterdam, entrando en casas infectadas en las que otros no se atrevían a entrar para darles agua, y suministrando a sus vecinos fondos para atenderlos.

### Controversia
En Ámsterdam, Arminio enseñó a través de "una serie de sermones sobre la Epístola de los Romanos". Al discutir Romanos 7 en 1591, enseñó que el hombre, a través de la gracia y el renacimiento, no tenía que vivir en la esclavitud del pecado, y que Romanos 7:14 hablaba de un hombre que vivía bajo la ley y estaba convicto de pecado por el Espíritu Santo, pero que no había sido regenerado. Esto se encontró con cierta resistencia, y algunos detractores lo tacharon de pelagiano por enseñar que un hombre no regenerado podía sentir tal convicción y deseo de salvación, incluso con la influencia de la Ley y el Espíritu Santo. En el mismo año, en respuesta a las posiciones teológicas de Arminio, su colega Petrus Plancius comenzó a disputarle abiertamente. Durante una reunión de ministros, Arminio insistió en que no estaba enseñando nada que contradijera la Confesión de Heidelberg y otras normas de ortodoxia, que los primeros teólogos de la Iglesia sostenían puntos de vista similares y que repudiaba totalmente la herejía del pelagianismo. Además, Arminio expresó cierto asombro por el hecho de que no se le permitiera interpretar este pasaje según los dictados de su propia conciencia y dentro del patrón de la ortodoxia histórica. El burgomaestre de Ámsterdam intervino, en un esfuerzo por mantener la paz y apaciguar las divisiones en la población, instándoles a coexistir pacíficamente y a que Arminio no enseñara nada que no estuviera de acuerdo con el pensamiento reformado acordado en ese momento, a menos que hubiera consultado con el consejo de la iglesia u otros organismos.
Durante los años siguientes, surgió la controversia mientras predicaba a través de Romanos 9. Aunque no contradijo directamente las interpretaciones calvinistas, se centró en el tema de Pablo de la "justificación por la fe" en contradicción con las obras, en lugar de centrarse en los decretos eternos de Dios. Durante este tiempo "desarrolló gradualmente opiniones sobre la gracia, la predestinación y el libre albedrío que eran inconsistentes con la doctrina de los maestros reformados Calvino y Beza".

## Teología
Arminio es conocido por ser el fundador de la escuela protestante anticalvinista que hoy lleva su nombre. Se dice que en 1589 Arminio debía defender la doctrina calvinista de la predestinación contra el punto de vista de Dirck Volckertszoon Coornhert, pero Arminio concluyó que el punto de vista calvinista era insostenible e introdujo modificaciones al mismo.
Los debates que se suscitaron en Leiden entre Arminio y Franciscus Gomarus terminaron por producir un enfrentamiento con repercusiones sociales y políticas de envergadura, tanto en Holanda como en el resto de la Europa protestante.
La teología arminiana fue plenamente desarrollada después de su muerte, en 1610, por los primeros seguidores holandeses de Arminius (los "arminianos"), en un documento de cinco puntos de divergencia con el calvinismo clásico, titulado Remonstrants (memorial o pliego de protesta), por lo que también se habla de remonstrantes. Estos puntos fueron tomados y estudiados por los seguidores de Calvino (los "gomaristas"), que los refutaron con 5 puntos que llegaron a llamarse "Los cinco artículos del arminianismo", base para las denominaciones reformadas que se distinguen de las arminianas.
Como reacción contra el nombramiento del teólogo arminiano Simón Episcopius, principal discípulo de Arminio, como profesor de Leiden, fue convocado el Sínodo de Dort (Dordrecht) (1618-1619), en una nueva coyuntura política que favorecía a los gomaristas, por el apoyo del estatúder Mauricio de Nassau. El sínodo, liderado por Gomarus, ni siquiera dejó intervenir a Episcopius, y condenó la teología arminiana y a sus seguidores con el anatema. Episcopius fue condenado al destierro durante ocho años. El destacado político arminiano Johan van Oldenbarnevelt fue ejecutado, y otros, como Grotius, se exiliaron.
Los bautistas ingleses John Smyth y Thomas Helwys, exiliados en Ámsterdam entre 1606 y 1612, fueron influenciados por el arminianismo y sus seguidores fueron conocidos como Bautistas Generales, por su convencimiento de que Jesús murió para salvar efectivamente a todos los hombres nacidos en la historia . Sin embargo, en 1891 los bautistas generales se unieron a los bautistas particulares en la Unión Bautista de Gran Bretaña e Irlanda. Por su parte, los menonitas holandeses encontraron afinidades con los arminianos tanto en su rechazo a la persecución religiosa, como en la oposición a la concepción calvinista de la predestinación.
Las obras de Arminius (en latín) fueron publicadas en Leiden en 1629 y en Fráncfort en 1631 y 1635.
John Wesley (1703-1791), fundador del Metodismo, se adhirió a la teología arminiana, de la que se hizo propagador destacado. También fue adoptada la teología arminiana en el siglo XIX por el movimiento restauracionista de los Discípulos de Cristo e Iglesias de Cristo. Actualmente las tesis arminianas han llegado a tener aceptación entre cristianos de diferentes denominaciones de varios países. 
Quien ignora o tiene el desconocimiento de los escritos de Jacobo Arminio y los de Pelagio del siglo V condenado por Herejía, dan por hecho que la teología arminiana es de origen pelagiano tal como lo planteó Petrus Plancius (de quien hace eco el movimiento neo-calvinista) quien fue su principal opositor y quien le acusó de pelagianismo y de ser demasiado apegado a las enseñanzas de los Padres de la Iglesia alejándose así de la "ortodoxia" de la Confesión belga y del Catecismo de Heidelberg. Ante el consistorio, la Iglesia encontró aceptable la declaración de Arminio y exhortó a todos a mantener la paz hasta que un sínodo general de las iglesias llegara a un acuerdo final de la interpretación arminiana.

## Vida personal
Arminio y su esposa Lijsbet Laurensdochtor Reael, que se casaron en 1590, tuvieron un total de 12 hijos, tres de los cuales murieron en la infancia. Tuvieron diez hijos registrados: Harmen (n. 1594), Pieter (n. 1596), Jan (n. 1598), Laurens (n. 1600, fallecido en la infancia), Laurens (n. 1601), Jacob (n. 1603), Willem (n. 1605) y Daniel (n. 1606). Tuvieron otros dos hijos que también murieron en la infancia, cuyos nombres no constan en los registros públicos. Sus hijas fueron Engelte (nacida en 1593) y Geertruyd (nacida en 1608). A su muerte le sobrevivieron su mujer y sus hijos. Está enterrado en la iglesia de San Pedro de Leiden, donde en 1934 se colocó una lápida en su nombre.